# Chuí (kommun)
Chuí är en kommun i Brasilien.   Den ligger i delstaten Rio Grande do Sul, i den södra delen av landet, 2 100 km söder om huvudstaden Brasília. Antalet invånare är 5 919.
Följande samhällen finns i Chuí:
- Chuí

Trakten runt Chuí består i huvudsak av gräsmarker.